# إبراهيم داري
إبراهيم داري (بالهولندية: Brahim Darri)‏ (14 سبتمبر 1994 بآمرسفورت في هولندا - ) هو لاعب كرة قدم هولندي في مركز الوسط. شارك مع منتخب هولندا تحت 19 سنة لكرة القدم ومنتخب هولندا تحت 21 سنة لكرة القدم. أما مع النوادي، فقد لعب مع دي غرافشاب وفيتيسه آرنهم وهيراكليس ألميلو ونادي مسيمير.

## روابط خارجية
- إبراهيم داري على موقع اتحاد تركيا (لاعب) (الإنجليزية)
- إبراهيم داري على موقع قاعدة بيانات كرة القدم.إي يو (الإنجليزية)
- إبراهيم داري على موقع Soccerway.com (الإنجليزية)
- إبراهيم داري على موقع عالم كرة القدم.نت (الإنجليزية)